# Barrio de Belleville
El barrio de Belleville es el barrio administrativo n°77 de París, situado en el distrito 20.
Sin embargo, para los parisinos, el "barrio de Belleville" abarca una zona más extensa que su descripción administrativa. Cubre el territorio de la antigua comuna de Belleville, que estaba situada a ambos lados de la actual rue de Belleville, a caballo entre los distritos 10, 11, 19 y 20 de la ciudad de París .

## Límites del barrio

Belleville, 2021

Hoy, el distrito de Belleville está administrativamente delimitado por las calles de Belleville, Pixérécourt, de Ménilmontant, y del bulevar de Belleville . Sin embargo, éstas fronteras no corresponden con las del antiguo municipio de Belleville, anexado por París en 1860 y que no sólo se extendía sobre toda la mitad norte del actual distrito 20 , sino también sobre la mitad sur del actual distrito 19. Hoy, la referencia popular al distrito de Belleville suele corresponder con los límites del antiguo municipio y no las fronteras administrativas.

## Histórico
Belleville se llamaba « Savies » en el sigo VII, palabra en lengua franca para « montaña salvaje ». En este mismo lugar tenían una villa los reyes merovingios. Los primeros Capetos, en particular Enrique I de Francia, donaron tierras a monasterios parisinos ; el priorato Saint-Martin-des-Champs, por ejemplo, poseía un territorio bastante extenso.
« Savies » pasa a llamarse « Portronville » durante la Edad Media y luego « Belleville-sur-Sablon ». Se construye una parroquia en 1543 y luego varios molinos de viento. 
Belleville fue capital de cantón del distrito de Franciade, de 1790 a 1795, antes de convertirse en municipio del cantón de Pantin hasta su anexión a París en 1860  .
Durante la Revolución francesa, el municipio tuvo como denominación provisional  « Mont-Chalier ».

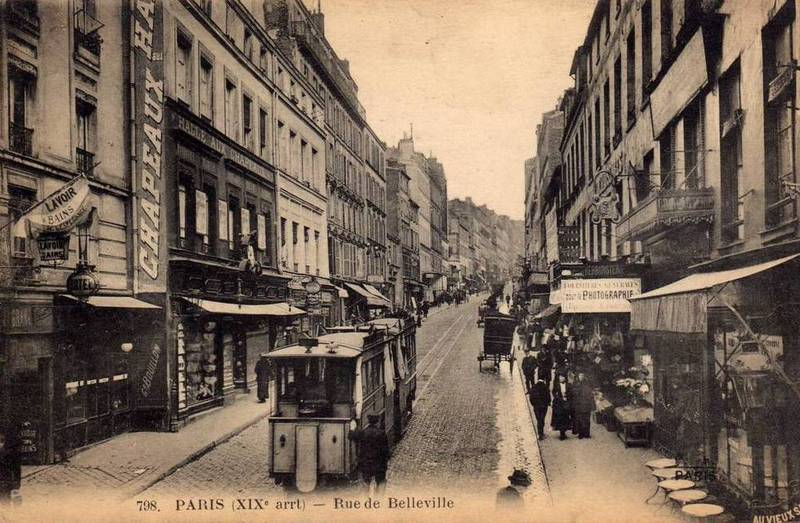
Calle de Belleville en 1910.

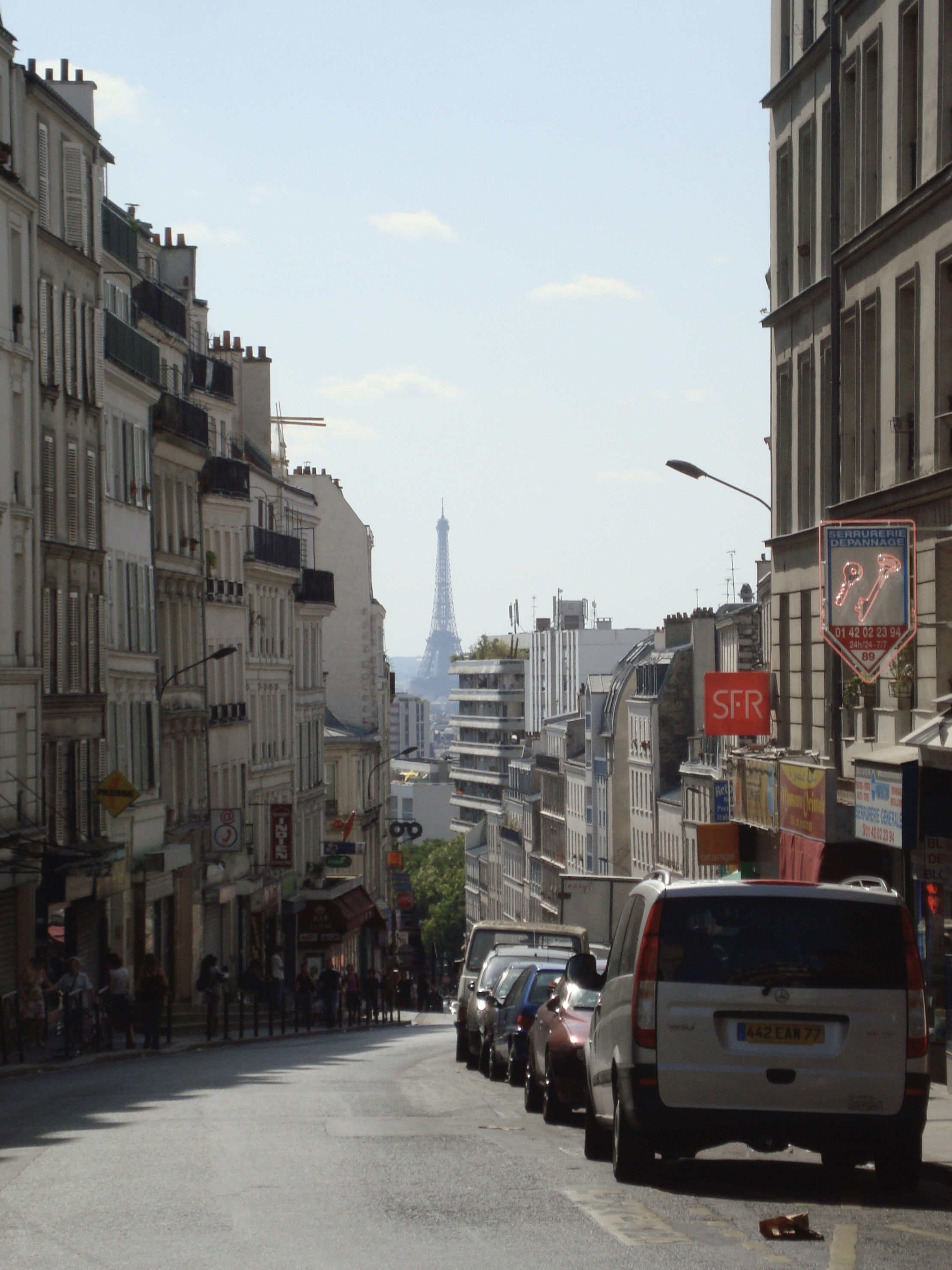
Rue de Belleville, mirando al oeste, en 2009.

## Vida del barrio
Durante mucho tiempo, el barrio de Belleville-Ménilmontant ha sido el destino de inmigrantes. A partir del final de la guerra de 1914-1918 se observan las primeras oleadas migratorias : polacos, armenios y judíos centro-europeos. Estos últimos fueron víctimas de las grandes redadas organizadas conjuntamente por la policía francesa y la Gestapo, particularmente durante el verano de 1942. Calles enteras quedaron casi vacías de sus habitantes.

Desde un punto de vista económico y ya desde 1820, Belleville ha sido un distrito muy industrioso, con innumerables pequeñas empresas industriales y talleres artesanales. En su momento, estas profesiones se agruparon por gremio : zapateros, ropa, cuero, máquinas-herramienta... Esto hizo de Belleville el primer barrio obrero y vio nacer los primeros sindicatos franceses (sombrerería, metalurgia, ...).
Un enorme mercado popular ocupa el paseo central del Boulevard de Belleville, desde la estación de metro de Belleville hasta la de Ménilmontant. Se monta todos los martes y viernes por la mañana.

## Belleville en la cultura

### Música
Edith Piaf y Maurice Chevalier fueron las dos personas más famosas que nacieron y vivieron en Belleville.
El cantante Eddy Mitchell, oriundo de Place des Fêtes (alto de Belleville), evoca a Belleville en algunas de sus canciones: Nashville ou Belleville, La Dernière Séance, Et la voix d'Elvis, M'man...

### Fotografía
Entre 1930 y hasta finales de la década de 1960, Willy Ronis fotografió la vida cotidiana de la gente de Belleville. 

### Literatura
El novelista Daniel Pennac sitúa la acción de sus novelas en este barrio (La Saga Malaussène), al igual que Romain Gary con La Vie avant soi y Au-delà de cette limite votre ticket n'est plus valable y Eric-Emmanuel Schmitt con su novela Félix et la source invisible.
El escritor Georges Perec pasó los primeros años de su infancia en la rue Vilin, donde su madre tenía una peluquería (inmortalizada por Willy Ronis y su famosa foto de los niños en la escalera).

## Apéndices